# ベナンの国章
ベナンの国章（ベナンのこくしょう）は、1964年4月9日に制定され、1975年の社会主義革命によって一度廃止されたものの、民主化によって1990年8月1日に復活したものである。
国章の最上部には二本の角が置かれ、角の中にはベナンの主要穀物であるトウモロコシが詰まっている。両脇にはベナンの国獣である豹が二頭配され、中央の盾を支えている。盾は四分され、左上にはソンバ人の城が置かれ、ベナンの歴史を現している。右上にはベナンの星型の勲章が置かれている。右下には帆船が置かれ、ヨーロッパ人との接触を表している。左下にはヤシの木が配されている。国章の底部には公用語のフランス語で書かれた国の標語Fraternité, Justice, Travail（友愛、正義、労働）のスクロールがかかっている。

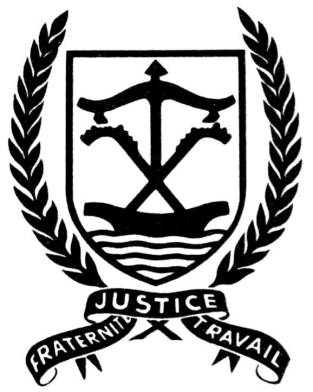
ダホメ共和国の国章（1958年から1964年まで）
ダホメ共和国の国章（1964年から1975年まで）
ベナン人民共和国の国章（1975年から1990年まで）